# Алекс Броск
Алекс Броск (англ. Alex Brosque, нар. 12 жовтня 1983, Сідней) — австралійський футболіст уругвайського походження, півзахисник клубу «Сідней».
Виступав, зокрема, за клуби «Феєнорд» та «Сідней», а також національну збірну Австралії.

## Клубна кар'єра
Народився 12 жовтня 1983 року в місті Сідней. Вихованець футбольної школи клубу AIS.
У дорослому футболі 18-річний Алекс Броск дебютував 2001 року виступами за команду клубу «Марконі Сталліонс» в нині вже неіснуючій Національній Соккер Лізі. Протягом трьох сезонів в клубі він провів 53 матчі й був визнаний одним з найкращих молодих гравців Австралії у категорії U-21 (голосування в цій номінацій організовувала НСЛ) два сезони поспіль, в 2003 і 2004 роках.
Своєю впевненою грою за цю команду та у футболці збірної привернув увагу представників тренерського штабу іноземних клубів, в тому числі й «Феєнорд», до складу якого приєднався по завершенні сезону 2003/04 років. Він відразу ж був відданий в оренду в бельгійський клуб «Вестерло», в якому через травму щиколотки, зіграв 16 матчів і відзначився 2-ма голами. Відіграв за команду з Роттердама наступний сезон своєї ігрової кар'єри.

### Брисбен Роар
Зі створенням нової А-Ліги Броск повернувся до Австралії й підписав контракт з клубом «Брисбен Роар». Броск, разом зі своєю командою, боролися за найвищі місця в турнірній таблиці чемпіонату сезону 2005/06 років (з перевагою в одне очко «Брисбен» лідирував у чемпіонаті, але зрештою фінішував на другому місці через меншу кількість забитих м'ячів), Алекс відзначився 4-ма забитими м'ячами в 3-ох останніх турах і був близький до того, щоб вивести свою команду до 1/2 фіналу А-Ліги. Разом зі Стюартом Петрі, Арчі Томпсоном та Боббі Деспотовським Алекс Броске з 8-ма забитими м'ячами завоював Reebok Golden Boot (титул найкращого бомбардира національного чемпіонату)

### ФК «Сідней»

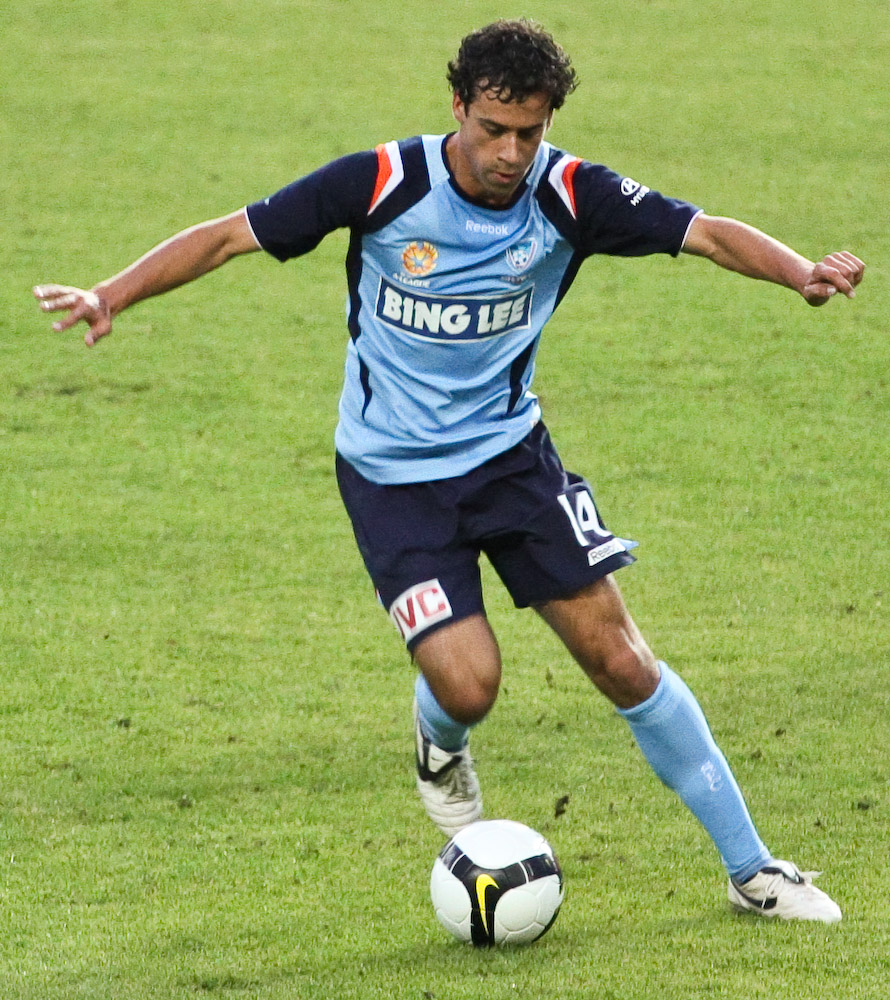
Алекс Броск виступає в складі ФК «Сідней»

11 лютого 2006 року Алекс Броск оголосив про свій намір перейти до складу переможця національного чемпіонату ФК «Сідней». Напередодні початку сезону 2006/07 років він уклав 3-річний контракт та приєднався до складу команди. Броск зіграв свій перший матч у футболці «Сіднея» проти свого колишнього клубу, «Квінсленд Роар» в Перед-сезонному кубку 15 липня 2006 року, й відзначився в ньому першим голом, який допоміг клубу з Сіднея здобути перемогу з рахунком 2:1. В 17-му турі А-Ліги він відзначився першим голом у футболці свого нового клубу в матчі проти «Перт Глорі». Броск також забив в нічийному (1:1) матчі фіналу А-Ліги сезону 2006/07 років проти свого колишнього клубу «Роар», якого ФК «Сідней» вибив з цього розіграшу.
Після провального першого сезону в футболці ФК «Сіднея», вже наступного сезону Броск набрав оптимальну форму й відзначився 8-ма голами в регулярній частині чемпіонату. Він відзначився двома голами в воротах «Перт Глорі» та «Сентрал-Кост Марінерс», які дозволили його команді набрати декілька дуже важливих очок протягом сезону. Його зв'язка з Жунінью Паулістою стала дуже ефективною, оскільки в 5-ти з 8-ми голів саме Жунінью віддавав Алексу результативні передачі.
В листопаді 2007 року Броск також відзначився 2-ма (із 5-ти) голами у воротах «Лос-Анджелес Гелаксі» на стадіоні «Телстра». В сезоні 2007/08 років Алекс став найкращим бомбардиром команди, загалом він відзначився 11-ма голами (враховуючи голи в ворота «Лос-Анджелес Гелаксі»).
Під час свого третього сезону в ФК «Сідней» Броск в його регулярній частині й надалі був ключовим гравцем команди. Він забив свій перший м'яч у сезоні 2008/09 років в переможному (5:2) для ФК «Сіднея» матчі проти «Перт Глорі» і відзначився таким чином 13-м голом, що вивело його у списку найкращих бомбардирів «Сіднея» на друге місце, відразу за колишнім капітаном клубу Стівом Корікою (15 голів). А вже два тижні по тому Алекс відзначився черговим голом у складі ФК «Сіднея», цього разу в воротах «Аделаїди Юнайтед», й продовжив, таким чином, змагання за титул найкращого в історії бомбардира ФК «Сіднея». За підсумками сезону 2008/09 років в А-Лізі Броск став найкращим асистентом чемпіонату, віддавши 7 гольових передач.
На початку сезону 2009/10 років Алекс почав формувати атакувальну зв'язку з Марком Бріджем. Його вдалі виступи в складі клубу не залишилися непоміченими тренерами національної збірної й тому вперше за останні чотири роки він отримав виклик до збірної Австралії. 22 липня 2010 року Броск підписав з клубом новий 3-річний контракт, до завершення сезону 2013/14 років.
Свій 100-ий матч у футболці ФК «Сіднея» Броск провів у 14-му турі в матчі проти «Перт Глорі» на стадіоні «Парраматта». «Сідней» здобув перемогу з рахунком 2:0, а Алекс забив свій 29-ий м'яч у футболці клубу.

### Сімідзу С-Палс
31 січня 2011 року ФК «Сідней» погодився випустити Броска за $ 400 000 до клубу «Сімідзу С-Палс», проте віце-президент ФК «Сідней» Скотт Барлоу оголосив, що «Сідней» з урахуванням особливостей цього переходу буде подавати скаргу в ФІФА, оскільки «Сімідзу С-Палс» заявив, що Броск приєднався до команди без дозволу клубу. 5 березня 2011 року Алекс дебютував у складі свого нового клубу в матчі Джей-ліги 2011 проти «Касіва Рейсол», в якому «Сімідзу» поступилися з рахунком 0:3. Своїм першим голом у складі «Сімідзу С-Палс» відзначився 7 травня 2011 року, на 18-ій хвилині матчу проти «Нагоя Грампус», завдяки чому його команда здобула 1 очко.

### Аль-Айн
26 вересня 2012 року Броск підписав 2-річний контракт з клубом Арабської Гульф Ліги ОАЕ «Аль-Айн».

### Повернення до ФК «Сідней»
Після завершення контракту з «Аль-Айн», 26 червня 2014 року, повернувся до свого колишнього клубу, ФК «Сідней», з яким підписав 2-річний контракт. 8 жовтня 2014 року був представлений як капітан команди ФК «Сідней», разом з ним були представлені й віце-капітани, Саша Огненовський та Никола Петкович. 
18 жовтня 2014 року Броск вперше взяв участь в Сіднейському дербі, й на 79-ій хвилині відзначився переможним. У складі команди з Сіднея зіграв 100 матчів в національному чемпіонаті.

## Виступи за збірні
Протягом 2002–2004 років залучався до складу молодіжної збірної Австралії. Броск виступав на молодіжному Чемпіонаті світу з футболу 2004 року, де австралійська команда вийшла до другого раунду. На молодіжному рівні зіграв у 14 офіційних матчах, забив 6 голів.
2004 року дебютував в офіційних матчах у складі національної збірної Австралії проти Фіджі на Кубку націй ОФК, на якому він зіграв 3 матчі. Цього ж року він допоміг Австралії вийти до 1/4 фіналу Олімпіади-2004.
9 листопада 2009 року Броска викликали до складу австралійської збірної замість травмованого Джошуа Кеннеді. Це був його перший виклик за останні 3 роки. 9 жовтня в товариському матчі проти Парагваю на 90-й хвилині вийшов на поле замість Річарда Гарсії.
15 грудня 2010 року Броск потрапив до попереднього списку з 50 гравців, які розпочали підготовку до січневого Кубку Азії 2011. Багато-хто вважав, що він потрапить до фінального списку з 23 гравців, особливо після того, як Джошуа Кеннеді та Арчі Томпсон травмувалися, але Броск пізніше й сам отримав травму, й, таким чином, втратив свій перший шанс зіграти в футболці національної збірної на міжнародному турнірі. 2 вересня 2011 року Броск на 86-й хвилині матчу кваліфікації до Чемпіонату світу з футболу 2014 проти Таїланду відзначився переможним для австралійців голом (2:1). Місяць по тому, 7 жовтня, в товариському матчі, який проходив у Канберрі, відзначився дублем у воротах Малайзії й допоміг збірній Австралії здобути перемогу з рахунком 5:0. В матчі кваліфікації до Чемпіонату світу 2014 року проти Саудівської Аравії також відзначився дублем та допоміг збірній Австралії вирвати перемогу в тому матчі з рахунком 4:2. Наразі провів у формі головної команди країни 21 матч, забивши 5 голів.
У складі збірної був учасником кубка націй ОФК 2004 року в Австралії, здобувши того року титул переможця турніру.
| #  | Дата           | Місце                          | Суперник          | Рахунок | Результат | Змагання                           |
| -- | -------------- | ------------------------------ | ----------------- | ------- | --------- | ---------------------------------- |
| 1. | 2 вересня 2011 | Санкорп, Брисбен, Австралія    | Таїланд           | 2–1     | Перемога  | кваліфікація Чемпіонату світу 2014 |
| 2. | 7 жовтня 2011  | Канберра, Канберра, Австралія  | Малайзія          | 5–0     | Перемога  | Товариський                        |
| 3. | 7 жовтня 2011  | Канберра, Канберра, Австралія  | Малайзія          | 5–0     | Перемога  | Товариський                        |
| 4. | 29 лютого 2012 | AAMI Park, Мельбурн, Австралія | Саудівська Аравія | 4–2     | Перемога  | кваліфікація Чемпіонату світу 2014 |
| 5. | 29 лютого 2012 | AAMI Park, Мельбурн, Австралія | Саудівська Аравія | 4–2     | Перемога  | кваліфікація Чемпіонату світу 2014 |

## Статистика виступів

### Клубна
Станом на зіграні матчі станом на 20 січня 2017
| Клуб                | Сезон              | Чемпіонат               | Чемпіонат | Чемпіонат | Кубок | Кубок | Континентальний | Континентальний | Загалом | Загалом |
| Клуб                | Сезон              | Дивізіон                | Матчі     | Голи      | Матчі | Голи  | Матчі           | Голи            | Матчі   | Голи    |
| ------------------- | ------------------ | ----------------------- | --------- | --------- | ----- | ----- | --------------- | --------------- | ------- | ------- |
| «Марконі Сталліонс» | 2001–02            | Національна Соккер-Ліга | 17        | 1         | —     | —     | —               | —               | 17      | 1       |
| «Марконі Сталліонс» | 2002–03            | Національна Соккер-Ліга | 21        | 9         | —     | —     | —               | —               | 21      | 9       |
| «Марконі Сталліонс» | 2003–04            | Національна Соккер-Ліга | 17        | 3         | —     | —     | —               | —               | 17      | 3       |
| «Марконі Сталліонс» | Загалом            | Загалом                 | 55        | 13        | —     | —     | —               | —               | 55      | 13      |
| Вестерло            | 2004–05            | Про Ліга                | 16        | 2         | 0     | 0     | —               | —               | 16      | 2       |
| Квінсленд Роар      | 2005–06            | A-Ліга                  | 21        | 8         | 4     | 1     | 0               | 0               | 25      | 9       |
| ФК «Сідней»         | 2006–07            | A-Ліга                  | 20        | 4         | 2     | 0     | 6               | 1               | 28      | 5       |
| ФК «Сідней»         | 2007–08            | A-Ліга                  | 22        | 8         | 5     | 1     | 0               | 0               | 27      | 9       |
| ФК «Сідней»         | 2008–09            | A-Ліга                  | 18        | 5         | 2     | 2     | 0               | 0               | 20      | 7       |
| ФК «Сідней»         | 2009–10            | A-Ліга                  | 29        | 7         | 0     | 0     | 0               | 0               | 29      | 7       |
| ФК «Сідней»         | 2010–11            | A-Ліга                  | 15        | 6         | 0     | 0     | 0               | 0               | 15      | 6       |
| ФК «Сідней»         | Загалом            | Загалом                 | 104       | 30        | 9     | 3     | 6               | 1               | 119     | 34      |
| Сімідзу С-Палс      | 2011               | Джей-ліга               | 32        | 7         | 3     | 0     | —               | —               | 35      | 7       |
| Сімідзу С-Палс      | 2012               | Джей-ліга               | 23        | 6         | 3     | 1     | —               | —               | 26      | 7       |
| Сімідзу С-Палс      | Загалом            | Загалом                 | 55        | 13        | 6     | 1     | —               | —               | 61      | 14      |
| Аль-Айн             | 2012–13            | Арабська Гульф Ліга ОАЕ | 19        | 10        | 0     | 0     | —               | —               | 19      | 10      |
| Аль-Айн             | 2013–14            | Арабська Гульф Ліга ОАЕ | 20        | 4         | 0     | 0     | 6               | 1               | 26      | 5       |
| Аль-Айн             | Загалом            | Загалом                 | 39        | 14        | 0     | 0     | 6               | 1               | 45      | 15      |
| ФК «Сідней»         | 2014–15            | A-Ліга                  | 27        | 9         | 2     | 1     | —               | —               | 29      | 10      |
| ФК «Сідней»         | 2015–16            | A-Ліга                  | 13        | 5         | 1     | 0     | 1               | 0               | 15      | 5       |
| ФК «Сідней»         | 2016-17            | A-Ліга                  | 15        | 9         | 4     | 1     | —               | —               | 19      | 10      |
| Загалом             | Загалом            | Загалом                 | 55        | 23        | 7     | 2     | 1               | 0               | 63      | 25      |
| Усього в Австралії  | Усього в Австралії | Усього в Австралії      | 235       | 74        | 20    | 6     | 7               | 1               | 262     | 81      |
| Усього в Бельгії    | Усього в Бельгії   | Усього в Бельгії        | 16        | 2         | 0     | 0     | 0               | 0               | 16      | 2       |
| Усього в Японії     | Усього в Японії    | Усього в Японії         | 55        | 13        | 6     | 1     | 0               | 0               | 61      | 14      |
| Усього в кар'єрі    | Усього в кар'єрі   | Усього в кар'єрі        | 345       | 89        | 26    | 7     | 7               | 1               | 378     | 97      |

## Досягнення
У складі Австралії:
- Переможець Молодіжного чемпіонату ОФК: 2002
- Володар Кубка націй ОФК: 2004

З ФК «Сіднеєм»:
- A-Ліга (Прем'єршип)
  -  Чемпіон (2): 2009/10, 2016/17

- Володар Кубка Австралії: 2017

Особисті відзнаки:
- «Золота бутса» A-Ліги: 2005/06 – 8 голів
- Гравець року за версією Фокс Спортс-Австралія: 2005/06
- Найкращий гравець року клубу ФК «Сідней»: 2007/08, 2008/09, 2009/10
- Найкращий гравець року клубу Квінсленд Роар: 2005/06
- Один з найкращих гравців року клубу Квінсленд Роар: 2005/06
- Медаль Папасаваса (U-21) НСЛ: 2002/03, 2003/04
- Найкраща команда А-Ліги: 2009-10
- Найбільша кількість забитих м'ячів у футболці ФК «Сіднея» в усіх турнірах: 46